# Дуах
Дуах (англ. Dooagh; ирл. Dumha Acha) — деревня в Ирландии, находится в графстве Мейо (провинция Коннахт) на самом западе острова Экел, неподалёку от награждённого Синим флагом пляжа Ким.
Одна из местных достопримечательностей — дом Корримор, в котором жил капитан Бойкот.
17 марта 1947 здесь был основан волыночный оркестр, изначально насчитывавший 11 членов.
Ежегодно с 1910 года (с перерывом; была восстановлена в 1985 году) в Духае проходит летняя музыкальная школа традиционной музыки Scoil Acla.
В 1985 году здесь была построена (и в 2001 году отремонтрирована) школа.